# Mandrake Root
«Mandrake Root» es una canción de la banda británica Deep Purple. Fue publicada como la quinta canción de su primer álbum de estudio Shades of Deep Purple (1968).

## Grabación
Deep Purple grabó su primer álbum de estudio en mayo de 1968. De las ocho canciones que se incluyeron (una adicional, «Shadows», se cortó como demo pero se eliminó del álbum), solo cuatro de ellas fueron escritas por los miembros de la banda. Adicionalmente, una de estas canciones, «And the Address», es instrumental. La versión de estudio de «Mandrake Root» dura poco más de seis minutos. Muchas grabaciones completas del arreglo en vivo superan la marca de los veinte minutos.
«Mandrake Root» se interpretó y grabó al mismo tiempo que su primera pieza instrumental, «And the Address», y originalmente estaba destinado a ser también instrumental. La letra no se agregó hasta después de los ensayos antes de la grabación del álbum Shades of Deep Purple en mayo de 1968, después de que el grupo decidió que no querían más de una canción instrumental en el álbum. Fue grabado el domingo 12 de mayo. La canción presenta muchos efectos de sonido, que fueron seleccionados de la Biblioteca de la BBC.

## Escritura
La canción tiene una historia de escritura bastante controvertida. Aunque se atribuye oficialmente a Rod Evans, Jon Lord y Ritchie Blackmore, según la biografía no autorizada de Ritchie Blackmore de Jerry Bloom, la progresión de acordes y la melodía fueron escritas por primera vez por el guitarrista Bill Parkinson y se llamó «Lost Soul». La canción fue concebida como un solo de batería para Carlo Little (baterista original de The Rolling Stones), quien al igual que Blackmore había tocado con The Savages, la banda de acompañamiento de Screaming Lord Sutch. Nick Simper dijo que Blackmore aprendió la melodía “nota por nota” de Little. Bill Parkinson fue el guitarrista principal de The Savages de julio a septiembre de 1966, mientras que Blackmore había tocado con Sutch de mayo a octubre de 1962, de febrero a mayo de 1965 y de diciembre de 1966 a abril de 1967, por lo que sus caminos se habían cruzado claramente. Como esta canción, junto con «Hush», llevó a la incipiente banda al cielo, no fue sorprendente que la noticia llegara a Parkinson. No contento con “lo que vio como una estafa” de «Lost Soul», Parkinson apareció en la puerta de Simper para quejarse. Amenazó con acciones judiciales a Simper, quien en ese momento ya se fue de Deep Purple pero accedió con cierta desgana a testificar por él. “Pero”, dijo Simper, “...Nunca volví a ver a Bill. Al parecer, le pagaron con unas 600 libras esterlinas”.

## Recepción de la crítica
Mark Greentree, crítico de Subjective Sounds, comentó que “[la canción] encaja adecuadamente en el seguimiento del álbum, pero es un lado B y no ofrece nada realmente convincente. Dicho esto, el registro inferior del órgano es una buena adición y, en general, la musicalidad funciona. El mayor defecto, en mi opinión, es una débil presentación vocal”.